# Abel Xavier
Abel Luís da Silva Costa Xavier (* 30. November 1972 in Nampula, Mosambik) ist ein ehemaliger portugiesischer Fußballspieler und heutiger Fußballtrainer. Nach seiner Konversion zum Islam ist sein Name Faisal Xavier.

## Vereinskarriere
Er begann seine Karriere beim portugiesischen Verein CD Estrela Amadora. 1989 gab Xavier sein Profidebüt für die Portugiesen. 1993 wechselte er zum portugiesischen Renommierklub Benfica Lissabon. 1995 traute sich Xavier den Wechsel ins Ausland zu. Es folgten Stationen in Bari, Oviedo, Eindhoven, Everton, Liverpool und bei Galatasaray Istanbul.
2004 verpflichtete ihn Hannover 96. Bei den Niedersachsen konnte er nicht überzeugen, sodass er den Verein nach nur wenigen Monaten verließ. Bis zum Saisonende 2006/2007 stand er beim englischen Premier-League-Klub FC Middlesbrough unter Vertrag. Vorher spielte er noch für drei Spiele beim AS Rom. Im September 2005 wurde er bei der Dopingkontrolle nach dem UEFA-Pokal-Spiel Middlesbrough gegen Skoda Xanthi positiv auf Metandienon getestet und für ein Jahr gesperrt.
Ab dem 15. Juni 2007 spielte Xavier in den Vereinigten Staaten bei Los Angeles Galaxy.
Ein Jahr nach seiner Verpflichtung wurde Abel Xavier am 18. Juli 2008 von den Galaxies freigegeben. Er kritisierte später in einem Interview seinen ehemaligen Trainer Ruud Gullit und die Major League Soccer.

## Nationalmannschaft
Er spielte von 1993 bis 2002 20 Mal für die portugiesische Fußballnationalmannschaft und erzielte zwei Tore.
Im Halbfinale der EM 2000 gegen Frankreich wurde Xavier zur tragischen Figur. In der Verlängerung verschuldete er einen umstrittenen Handelfmeter, den Zinédine Zidane verwandelte. Damit schieden die Portugiesen nach Golden Goal aus.

## Trainerkarriere
Im Sommer 2013 übernahm er mit dem SC Olhanense erstmals das Traineramt eines Vereins, wurde aber bereits im folgenden Oktober nach zwei Siegen in acht Ligaspielen wieder entlassen. Auch beim SC Farense und Desportivo Aves war Xavier nur kurzzeitig tätig. Zwischen 2016 und 2019 wurde er Nationaltrainer von Mosambik.

## Persönliches
Der portugiesische Fußballer ist zum Islam konvertiert. Abel Xavier, der seinen Vornamen in Faisal geändert hat, hat seine Karriere mittlerweile beendet und will sich in Zukunft auf humanitäre und soziale Arbeiten konzentrieren.

## Erfolge
- Portugiesische Meisterschaft, mit Benfica Lissabon (1994)
- Niederländischer SuperCup, mit PSV Eindhoven (1999)
- EM-Halbfinalist 2000 mit Portugal
- 1. Süper Lig: 1× Platz 2 mit Galatasaray Istanbul (2003)